# Sällskapet Muntra Musikanter

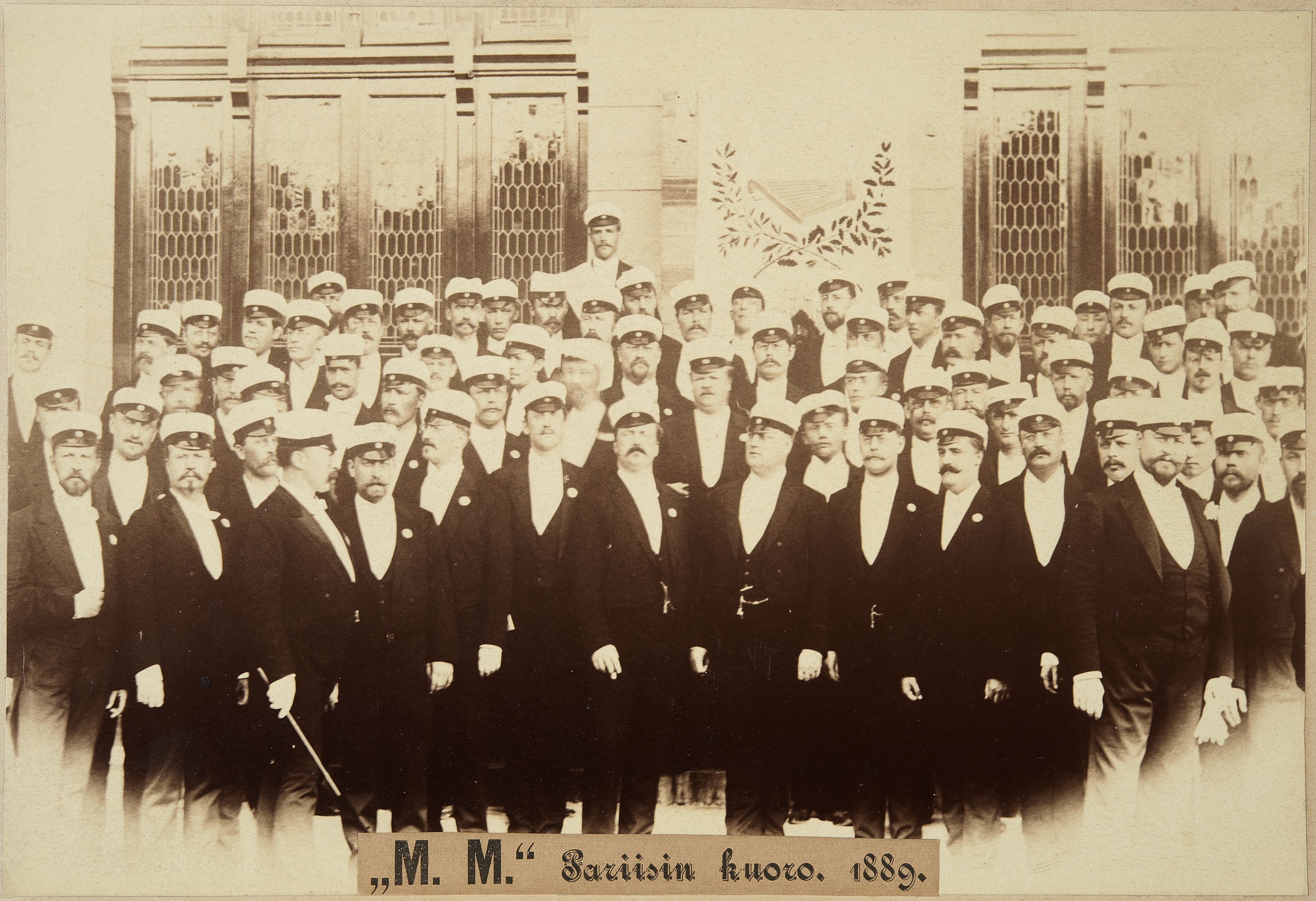
Muntra Musikanter år 1889. Kören sjöng i Världsutställningen 1889.

Sällskapet MM – Muntra Musikanter är en finlandssvensk manskör grundad 1878 av Gösta Sohlström. Kören startade som en mindre ensemble ur Akademiska Sångföreningen och hette till en början Petersburgs Concerten. Namnet Muntra Musikanter hämtades från körens favoritsång med samma namn, komponerad av August Ferdinand Riccius. Under en period 1891–1896 var kören upplöst men återförenades sedan och har därefter kontinuerligt varit aktiv.
MM har gett ut en sångbok i två band, Blå boken, som är en samling standardrepertoar för svenskspråkiga manskörer i Finland.

## Dirigenter
- Gösta Sohlström
- Oscar Mechelin
- Martin Wegelius
- Robert Kajanus
- Bengt Carlson
- Erik Bergman
- Sixten Enlund
- Rolf W. Ahlberg
- Marcus Westerlund 1991–2010
- Henrik Wikström 2010–2021
- Riku Laurikka 2021–

## Diskografi
- 2016 – Sunleif Rasmussen: Symphony No. 2 The Earth Anew, tillsammans med Akademiska Sångföreningen och Helsingfors Stadsorkester under ledning av John Storgårds
- 2012 – Tända ljus: Jul med MM och Lucia
- 2003 – 125 år med MM
- 1998 – Jul med MM